# Bernhard Gaster
Bernhard Gaster (* 28. Dezember 1867 in Stettin, Provinz Pommern; † 21. September 1938) war ein deutscher Germanist, Romanist, Gymnasiallehrer und Pädagoge. Er war von 1921 bis 1932 Direktor des Französischen Gymnasiums Berlin.

## Leben
Bernhard Karl Wilhelm Gaster war Protestant jüdischer Herkunft, besuchte die Friedrich-Wilhelms-Schule zu Stettin und machte 1885 Abitur. Er studierte Deutsch, Französisch und Englisch in Freiburg, Straßburg und Greifswald und wurde 1896 bei dem Germanisten Alexander Reifferscheid promoviert. Seit 1885 gehörte er der Burschenschaft Alemannia Freiburg und seit 1889 Burschenschaft Germania Straßburg an. Er war von 1895 bis 1902 Lehrer am Realgymnasium Stargard, von 1902 bis 1918 Direktor der Deutschen Schule Antwerpen und von 1921 bis 1932 des Französischen Gymnasiums Berlin, für das er Ernst Lindenborn gewinnen konnte.
Von 1901 bis zu seinem Tod gab er die Zeitschrift Die Deutsche Schule im Auslande. Monatsschrift für nationale Erziehung in der deutschen Schule und Familie. Organ des Vereins deutscher Lehrer im Ausland heraus. Seine Veröffentlichungen betreffen vor allem den Unterricht des Französischen, des Flämischen und der Kurzschrift.
Am 1. August 1933 trat er in den Nationalsozialistischen Lehrerbund ein. Er starb einen Monat nach der Namensänderungsverordnung vom 17. August 1938, die alle männlichen Juden verpflichtete, ihrem bisherigen Vornamen den zusätzlichen Vornamen Israel anzufügen. Die Umstände seines Todes sind zu erforschen.

## Veröffentlichungen

### Germanistik und Romanistik
- Vergleich des Hartmannschen Iwein mit dem Löwenritter Crestiens. Inaugural-Dissertation. Greifswald 1896.
- Die deutsche Lyrik in den letzten fünfzig Jahren. Neun Vorträge. Heckner, Wolfenbüttel 1905.
- Französisch in 20 Lektionen (10 Briefe). Methode Toussaint-Langenscheidt. Langenscheidt, Berlin 1927.
- (Bearbeiter) Langenscheidts Neues Wörterbuch der französischen und deutschen Sprache.  Teil 1. Französisch – Deutsch. Auf Grund der Hand- und Schulausgabe des Wörterbuches von Sachs-Villatte.  Langenscheidt, Berlin 1930.
- Langenscheidts praktisches Lehrbuch der französischen Sprache für den Unterricht in Schulen und durch Privatlehrer unter Anwendg der Toussaint-Langenscheidt-Lautschrift. Langenscheidt, Berlin 1933.

### Flämisch
- Leitfaden zur schnellen Erlernung der vlämischen Sprache. Heckner, Wolfenbüttel 1916.
- Vlämisches Lesebuch für Deutsche mit Zusammenstellung der wichtigsten Regeln über Aussprache, Schreibung und Sprachlehre, sowie einem Wörterverzeichnis. Heckner, Wolfenbüttel 1916.
- Flämisch. Metoula-Sprachführer. Langenscheidt, Berlin 1917.

### Kurzschrift
- Lehrbuch der deutschen Stenographie (System Gabelsberger) für Schul-, Vereins- und Selbstunterricht. Heckner, Wolfenbüttel 1914.
  - Lehrbuch der deutschen Einheitskurzschrift für Schul-, Vereins- und Selbstunterricht. 2 Bde. Heckner, Wolfenbüttel 1924.
- Schullehrbuch der deutschen Kurzschrift. Teubner, Leipzig 1925.
- Methodik des kurzschriftlichen Unterrichts. Diesterweg, Frankfurt am Main 1926.
- Der Kurzschriftlehrer. Leitfaden zur Vorbereitung auf die Lehrerprüfung in Kurzschrift. Berlin 1928.

### Weitere Veröffentlichungen
- Meine Studienreise nach der französischen Schweiz, Frankreich und Belgien im Winterhalbjahr 1897–1898. Königliche Regierungs-Buchdruckerei, Stralsund 1899.
- Die moderne Frauenbewegung und die Reform des höheren Mädchenschulwesens. Vortrag, gehalten am 3. Februar 1904 in Antwerpen. Heckner, Wolfenbüttel 1904.
- Die Straßburger Burschenschaft Germania 1880–1930 (in Straßburg 1880–1918, in Frankfurt seit 1919). Heckner, Wolfenbüttel 1930.
- Die Bedeutung Goethes für das Deutschtum in der weiten Welt. Heckner, Wolfenbüttel 1932.